# Rufloxacin
Rufloxacin là một loại kháng sinh quinolone. Nó được bán dưới tên thương hiệu, Ruflox, Monos, Qari, Tebraxin, Uroflox, Uroclar.